# Мандрагора (фильм)
«Мандраго́ра» (итал. La mandragola) — чёрно-белая комедия режиссёра Альберто Латтуада, снятая в 1965 году. Фильм является экранизацией одноимённой сатирической пьесы Никколо Макиавелли, написанной в 1518 году.

## Сюжет
Действие фильма происходит во Флоренции в 16 веке. Соблазнитель Каллимах хитростью желает завоевать красивую и недоступную Лукрецию, жену адвоката Никия, не способного иметь детей. 
Для осуществления своих замыслов Каллимах привлекает друзей. Один из которых, Лигурио, вхож в доверие к Никия. Лигурио рекомендует Каллимаха в дом Никия в качестве врача и знахаря, дабы убедить Лукрецию пить настой из мандрагоры, якобы способный излечить её от стерильности. Хотя стерильным был супруг, а не Лукреция, но исходя из бытовавшего в средневековье мнения — если мужчина не импотент, значит может иметь потомство. 
Каллимах лжёт при этом недалёкому Никия о том, что волшебное растение убивает в течение восьми дней первого мужчину, который совершит с Лукрецией половой акт. Никия после этого известия нужно найти кого-то, исключая себя, кто бы первым провёл ночь с излеченной супругой. Надо полагать, что счастливым обладателем такого первенства окажется плутоватый Каллимах…

## В ролях
- Розанна Скьяффино — Лукреция
- Филипп Леруа — Каллимах
- Жан-Клод Бриали — Лигурио
- Тото — монах
- Ромоло Валли — Никия
- Нилла Пицци — мать
- Армандо Бандини — Сиро, слуга Лигурио
- Пиа Фьоретти — француженка
- Жак Эрлен — брат-проповедник
- Уго Аттанасио — колдун

## Дополнительные факты
- Действие фильма происходит во Флоренции, однако фильм снят в Урбино и Витербо.

## Награды и номинации
- 1966 — «Давид ди Донателло»

Розанна Скьяффино — почётная премия за работы последних лет, включая и эту.
- 1967 — премия «Оскар»

Номинация на премию «Оскар» за лучший дизайн костюмов — Данило Донати.